# Kids Return (bande originale)
Pour un article plus général, voir Kids Return.
Albums de Joe Hisaishi
MELODY Blvd. NOKTO DA LA GALAKSIA FERVOJO
Kids Return est un film de Takeshi Kitano dont la bande originale a été composée par Joe Hisaishi en 1996. Un album de la musique du film est paru au Japon le 26 juin 1996, un mois avant la sortie du film.

## Titres
| No  | Titre                                   | Durée |
| --- | --------------------------------------- | ----- |
| 1.  | ミート・アゲイン (Meet Again)           |       |
| 2.  | グラデュエーション (Graduation)         |       |
| 3.  | エンジェル・ドール (Angel Doll)         |       |
| 4.  | アローン (Alone)                        |       |
| 5.  | アズ・ア・ライヴァル (As a Rival)       |       |
| 6.  | プロミス…フォー・アス (Promise… For Us) |       |
| 7.  | ネクスト・ラウンド (Next Round)         |       |
| 8.  | デスティニー (Destiny)                  |       |
| 9.  | アイ・ドント・ケア (I Don't Care)       |       |
| 10. | ハイ・スピリッツ (High Spirits)         |       |
| 11. | デフィート (Defeat)                     |       |
| 12. | ブレイク・ダウン (Break Down)           |       |
| 13. | ノー・ウェイ・アウト (No Way Out)       |       |
| 14. | ザ・デイ・アフター (The Day After)      |       |
| 15. | キッズ・リターン (Kids Return)          |       |